# Voie européenne de la paix

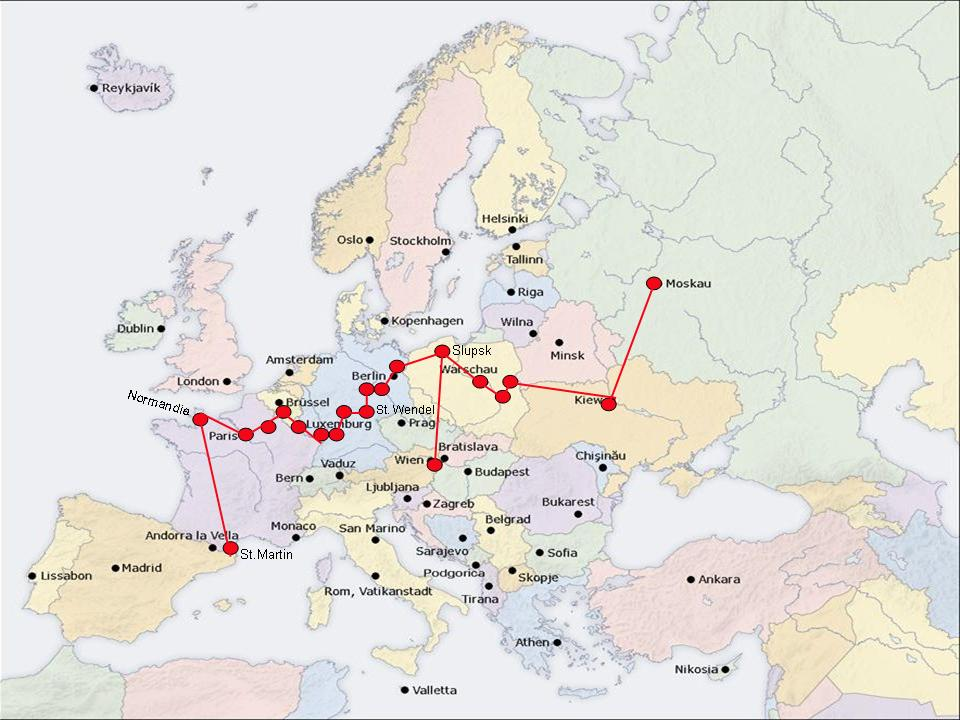
La voie européenne de la paix.

La voie européenne de la paix est un projet artistique dont le peintre et sculpteur allemand Otto Freundlich(1887-1943) et sa femme Jeanne Kosnick-Kloss, ont eu l'idée. Victime du nazisme, Otto Freundlich ne put mettre en œuvre ce projet. Ce projet est repris, en 1971, par le sculpteur allemand Leo Kornbrust (de).

## Historique
Dans les années 1920, l'artiste humaniste et pacifiste germano-juif Otto Freundlich a développé, avec sa femme Jeanne Kosnick-Kloss, l'idée d'une « voie de sculptures de Paris à Moscou » (nom d'origine : Une voie de la fraternité et solidarité humaine). Il l'a imaginée comme un chemin de fraternité et de solidarité humaine qui devrait être un signe visible du détournement de la guerre et de la violence humaine et de la coexistence pacifique des différentes nations. Après des années d'exil en France et à la suite de son assassinat par les nazis dans le camp de Majdanek, Otto Freundlich n'est plus en mesure de concrétiser son idée.
L'artiste de Saint-Wendel, Leo Kornbrust, reprend l'idée de Freundlich en 1971 et met en scène une voie de sculptures dans la région de Saint-Wendel, comme un hommage à l'artiste qu'il admirait et comme le premier tronçon d'une "voie de la paix". Leo Kornbrust veut développer davantage cette voie de la paix au sens de Freundlich, elle devrait s'étendre à travers l'Europe de la Normandie à Moscou. À l'instar de Kornbrust, le peintre et sculpteur de Merzig Paul Schneider a intégré sa voie de sculptures « Pierres à la frontière » sur les hauteurs de la Sargovie, avec une trentaine de sculptures (en 2007), dans la voie de la paix.

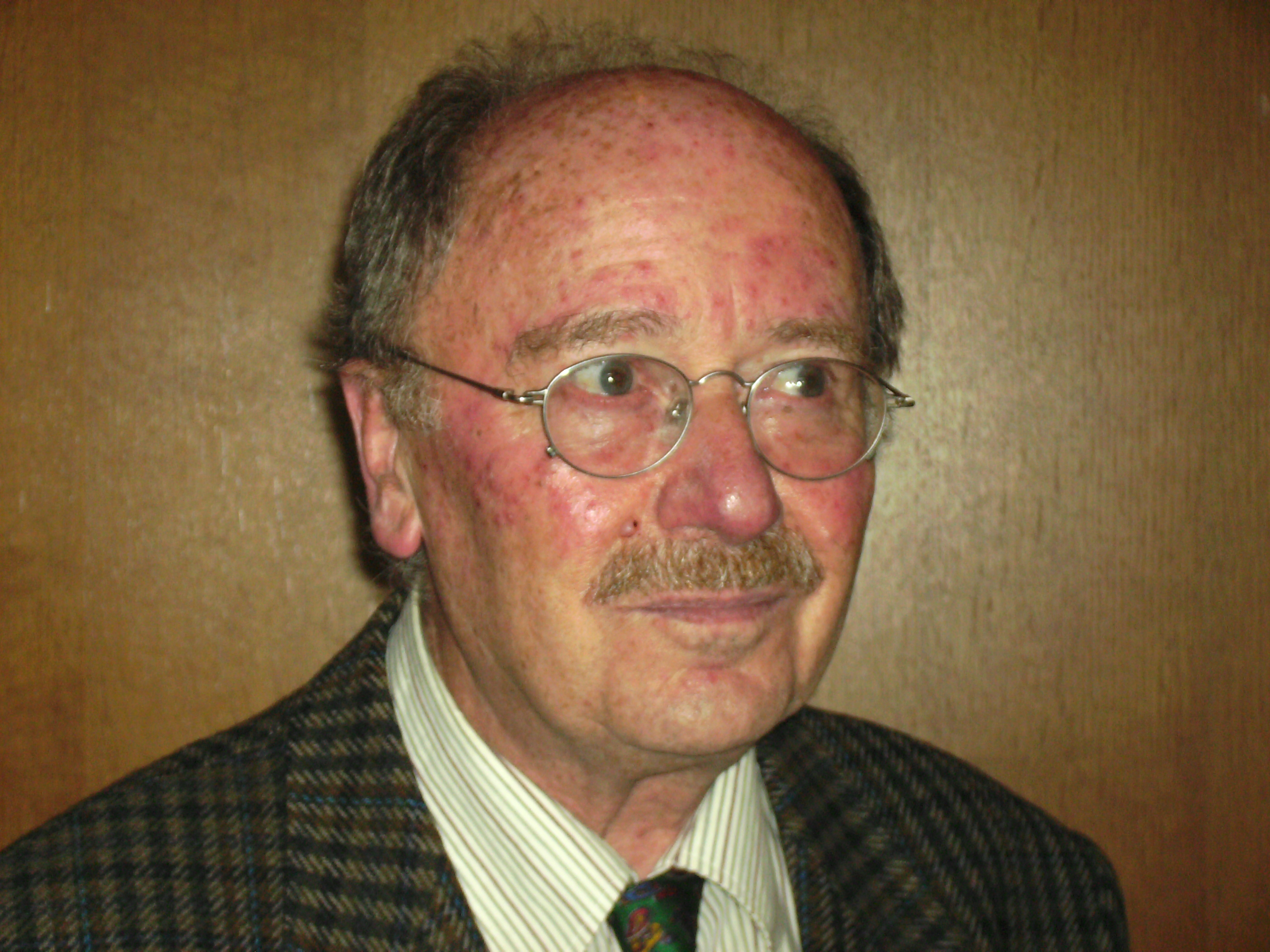
Leo Kornbrust.
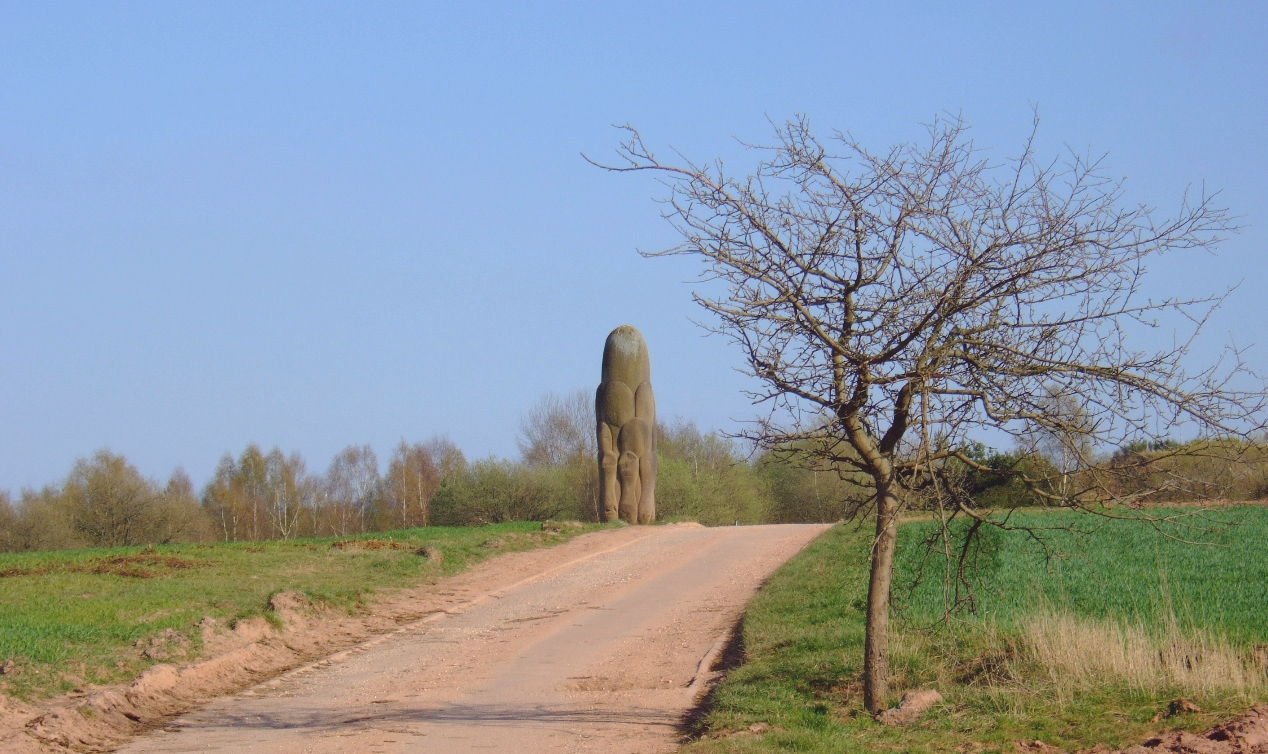
Franz Xaver Ölzant (de) : « Wolkenstein » (voie des sculptures, partie de la voie de la paix).
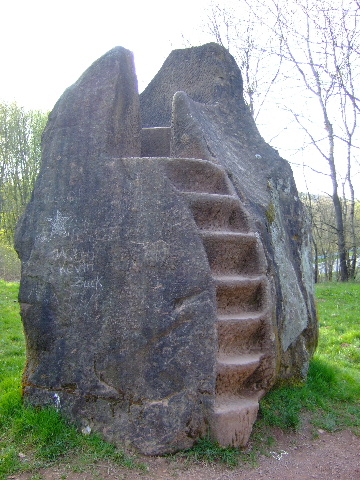
Leo Kornbrust : Liebesthron (1979), voie des sculptures.

## Projets et institutions
De nombreux autres projets de sculpteurs et institutions culturelles transfrontaliers ont progressivement rejoint la « voie de la paix », dont :
- Sentier des sculptures de Salzgitter-Bad (Salzgitter, Basse-Saxe)
- Fondation pour la sculpture (Berlin)
- Centre Mondial de la paix (Verdun, France)
- Le vent des forêts (France)
- Musée Taret Delacour (Pontoise, France)
- Jardin de Wiltz (Wiltz, Luxembourg)
- Rue de la Sculpture (Lultzhausen et Bilsdorf, Luxembourg)
- Centre culturel (Rossignol-Tintigny, Belgique)
- Centre culturel (Bastogne, Belgique)
- Ville de Słupsk (lieu de naissance d'Otto Freundlich, Pologne)
- Mémorial du camp de concentration de Majdanek (Pologne)
- Centre de sculpture (Oronsko, Pologne)
- Symposium de sculpture sur acier (Dillingen / Sarre)
- Sculpture en marbre "Vagues de vie" (Jaroslav Vacek, Académie européenne d'Otzenhausen)
- « Pierres sur la rivière », sculptures sur la Haute Moselle et la Sarre
- Lamspringe – Sentier des sculptures de Bad Gandersheim
- « Pierres sans frontières », sentiers de sculpture de Brandebourg via Berlin à Słupsk
- Chemin de sculpture de Reipoltskirchen ; Chemin de sculpture au château entouré de douves à Reipoltskirchen / district de Kusel

## Association de parrainage
Comme base organisationnelle du projet, Leo Kornbrust fonde une association de parrainage en 2004, la « voie de la paix - voie des sculptures en Europe - Otto Freundlich Gesellschaft e. V. » basé à Saint-Wendel. En plus de développer de la documentation et des expositions sur le thème de la « voie de la paix », l'association essaie de recruter d'autres membres institutionnels. Ses objectifs incluent également d'encourager la création de plus de sculptures et d'intégrer les parcs de sculptures existants dans cette voie. En mars 2007, l'association a signé une charte avec les institutions culturelles polonaises sur la « voie de la paix », dans laquelle des positions communes de base sur le projet ont été définies.